# Jimmy John's
Pour les articles homonymes, voir JJ.
Jimmy John's est une entreprise américaine spécialisée dans le commerce de sandwiches. Fondée en 1983, elle a son siège à Champaign, dans l'Illinois. Elle compte plus de 2 500 points de vente en 2016.

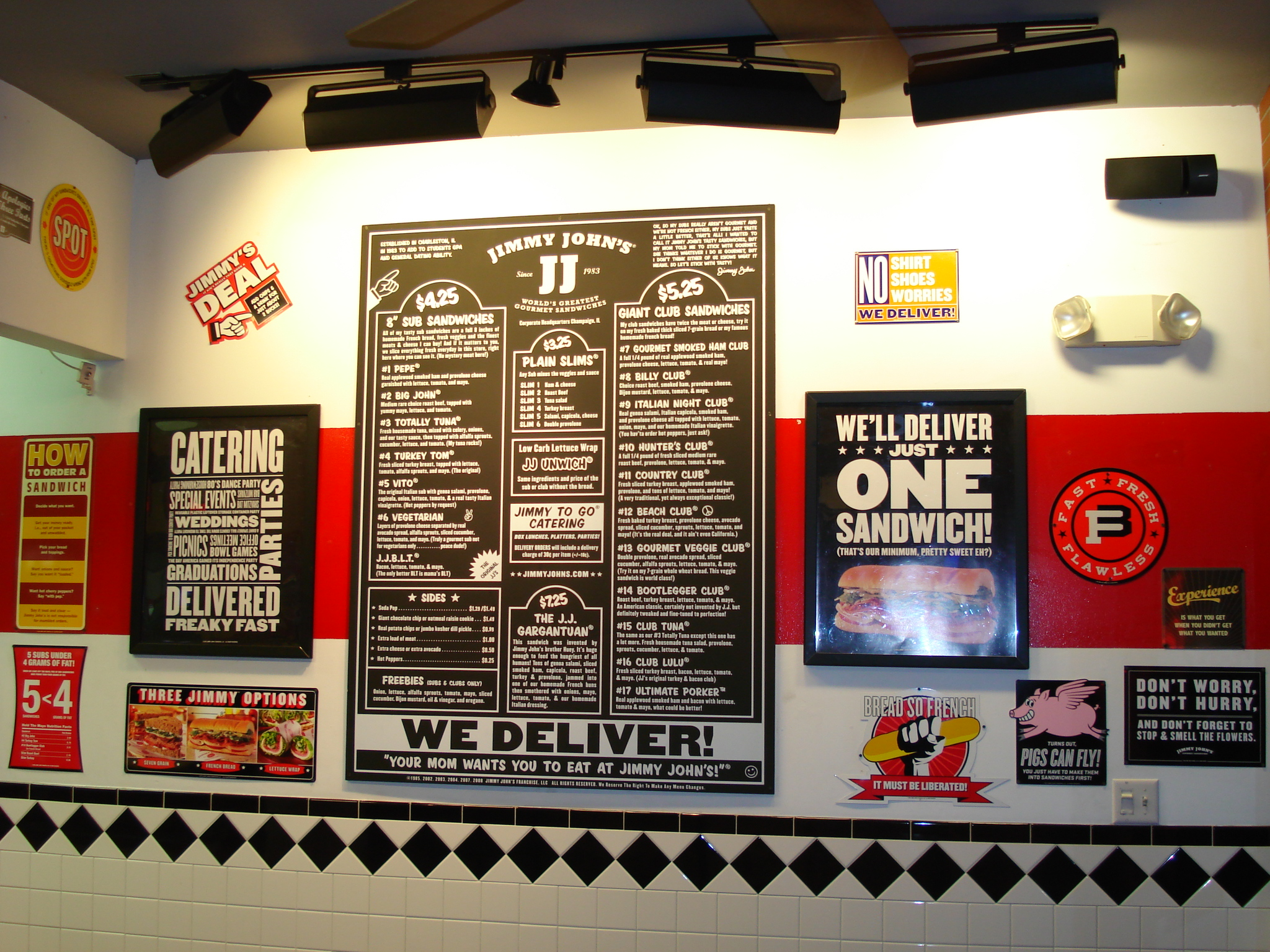
Menu d'un point de vente en 2010.

1. ↑  « http://www.chicagotribune.com/business/ct-jimmy-johns-1104-biz-20151103-story.html »
2. ↑  « https://www.jimmyjohns.com/about-us/our-story/ »
3. ↑  « http://www.chicagotribune.com/business/ct-jimmy-johns-sells-majority-stake-0909-biz-20160908-story.html »
4. ↑  « http://www.freakyfast.com/ »
5. ↑  « http://adage.com/article/cmo-strategy/detail-oriented-jimmy-john-a-stadium-signage-auditor/301198/ »
6. ↑  « https://www.chicagotribune.com/business/ct-biz-jimmy-johns-sold-20190925-argxi7nwyjh5ddbc7m6cf4oiwy-story.html »
7. ↑  « https://www.usatoday.com/story/money/2019/09/25/jimmy-johns-sandwiches-acquired-arbys-owner-inspire-brands/2439376001/ »
8. ↑  « https://www.dailyherald.com/business/20190925/jimmy-johns-sold-to-arbys-owner-ceo-to-step-down »